# U-Bahn-Station Altes Landgut
Altes Landgut is een metrostation in het district Favoriten van de Oostenrijkse hoofdstad Wenen. Het station werd geopend op 2 september 2017 en wordt bediend door lijn U1.

## Geschiedenis
Op 26 januari 1968 werd besloten om een metronet in Wenen aan te leggen met drie lijnen waarvan de U1 zou lopen tussen Reumannplatz en Praterstern. De nadere uitwerking van het metronet, de U-Bahn-Netzvariante M uit 1970, omvatte een veel groter net met verlengingen die pas later zouden worden toegevoegd. Een ervan was de zuidelijke verlenging van de U1 met een station Laaerberg,  dat in 2017 werd gerealiseerd onder de naam Altes Landgut.

## Ligging en inrichting
Het station Altes Landgut ligt op 1,6 km ten zuiden van de Reumannplatz onder het gelijknamige plein, dat bij automobilisten bekend is als Verteilerkreis Favoriten. De naam is afkomstig van een uitspanning op de noordhelling van de Laaerberg, die rond 1900 gesloopt is. Het plein ligt boven op de heuvel en daardoor is het station het hoogst gelegene in Wenen ten opzichte van de zeespiegel. Omdat de metro onder de Laaerbergtunnel van de zuidelijke ringweg doorloopt, liggen de sporen ongeveer 30 meter onder de oppervlakte, eveneens een record in het Weense net. De perrons hebben elk een eigen perrontunnel, die aan de uiteinden door een dwarsgang met elkaar verbonden zijn. De zuidelijke toegang ligt op het plein binnen de rotonde naast een P&R terrein, de noordelijke toegang ligt in de Favoritenstraße.
Het station bedient de FH Campus Wien, het voetbalstadion van Austria Wien (Generali Arena) en het openlucht zwembad Laaerbergbad, alle drie vlak bij het station. Daarnaast kan hier, net als vroeger op tramlijn 67, worden overgstapt op buslijn 15A tussen Meidling (U6) en Simmering (U3) die hier de U1 kruist. Voor de geplande wijk rond het station werd in het voorjaar van 2014 een persbericht uitgegeven door de gemeente Wenen. Eind 2015 liet projectpartner Asfinag weten dat de bouw van de wijk uit economische overwegingen een aantal jaar zo worden uitgesteld.
In 2020 werd een zogeheten Brake Energy-installatie, de tweede in Wenen, in gebruik genomen. Hierbij wordt de energie die vrijkomt bij het remmen niet alleen teruggeleverd aan het net maar ook gebruikt om via een omvormer het station van energie te voorzien, bijvoorbeeld voor verlichting en roltrappen.

## Kunstwerken
De wanden van de schacht waar de roltrappen liggen zijn opgesierd door de wandschildering Gesichtsüberwachungsschnecken van de Zwitserse computerkunstenaar Yves Netzhammer. De 63 gestileerde potretten zijn een speels eerbetoon aan de verscheidenheid aan mensen en de overal aanwezige bewaking door gezichtsherkenning. Het zijn humoristische afbeeldingen met vele liefdevolle details. De tekeningen werden met een foliesjabloon techniek en een speciale interferentielak op de metalen panelen aangebracht. De Flip-Flop lak leidt ertoe dat de kleuren variëren afhankelijk van de hoek waarin je er naar kijkt. Hierdoor lijken de tekeningen tijdens de rit op de roltrap te veranderen. Verder staat ook nog een beeldje van St. Barbara, de beschermheilige van de tunnelbouwers.

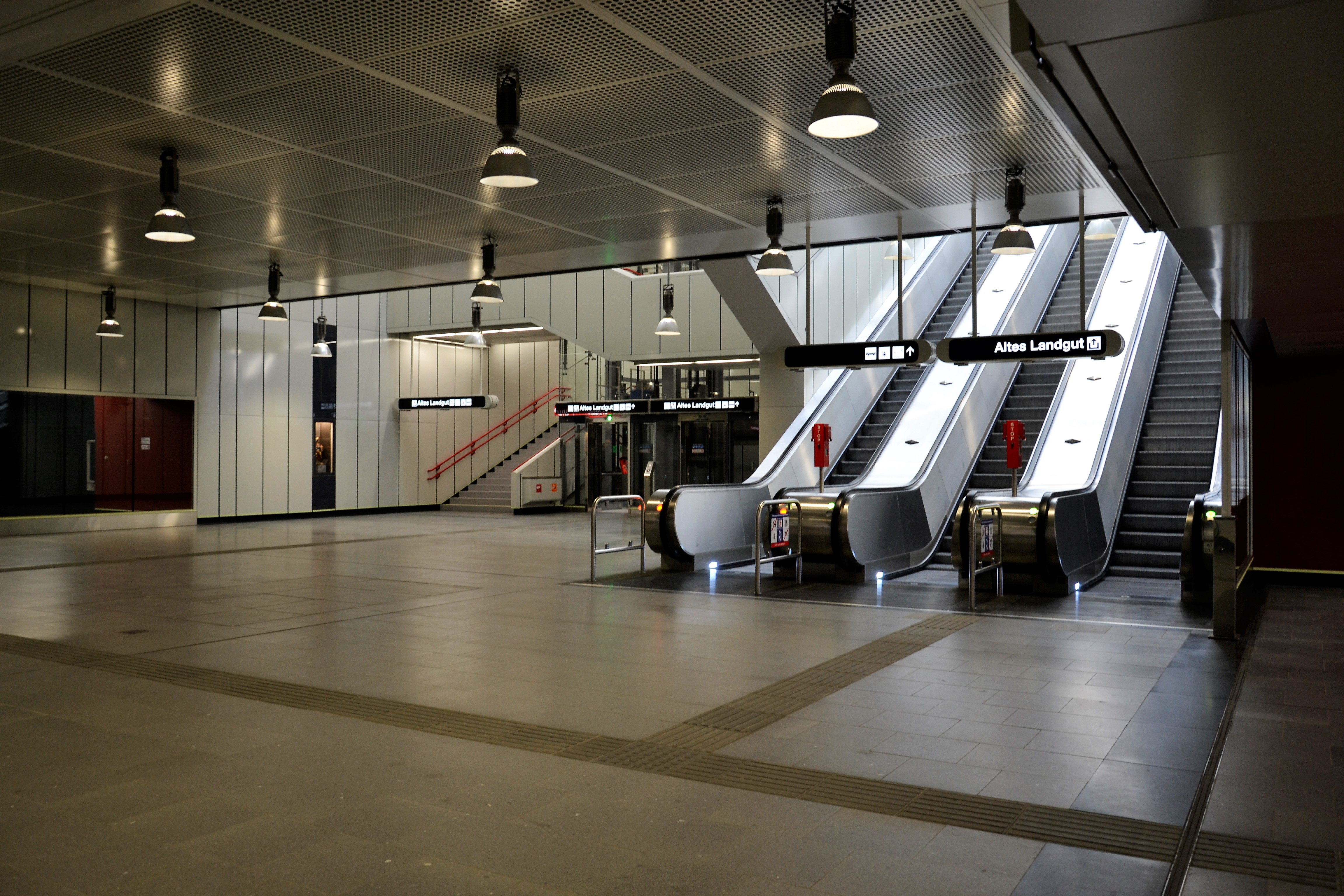
De stationshal.
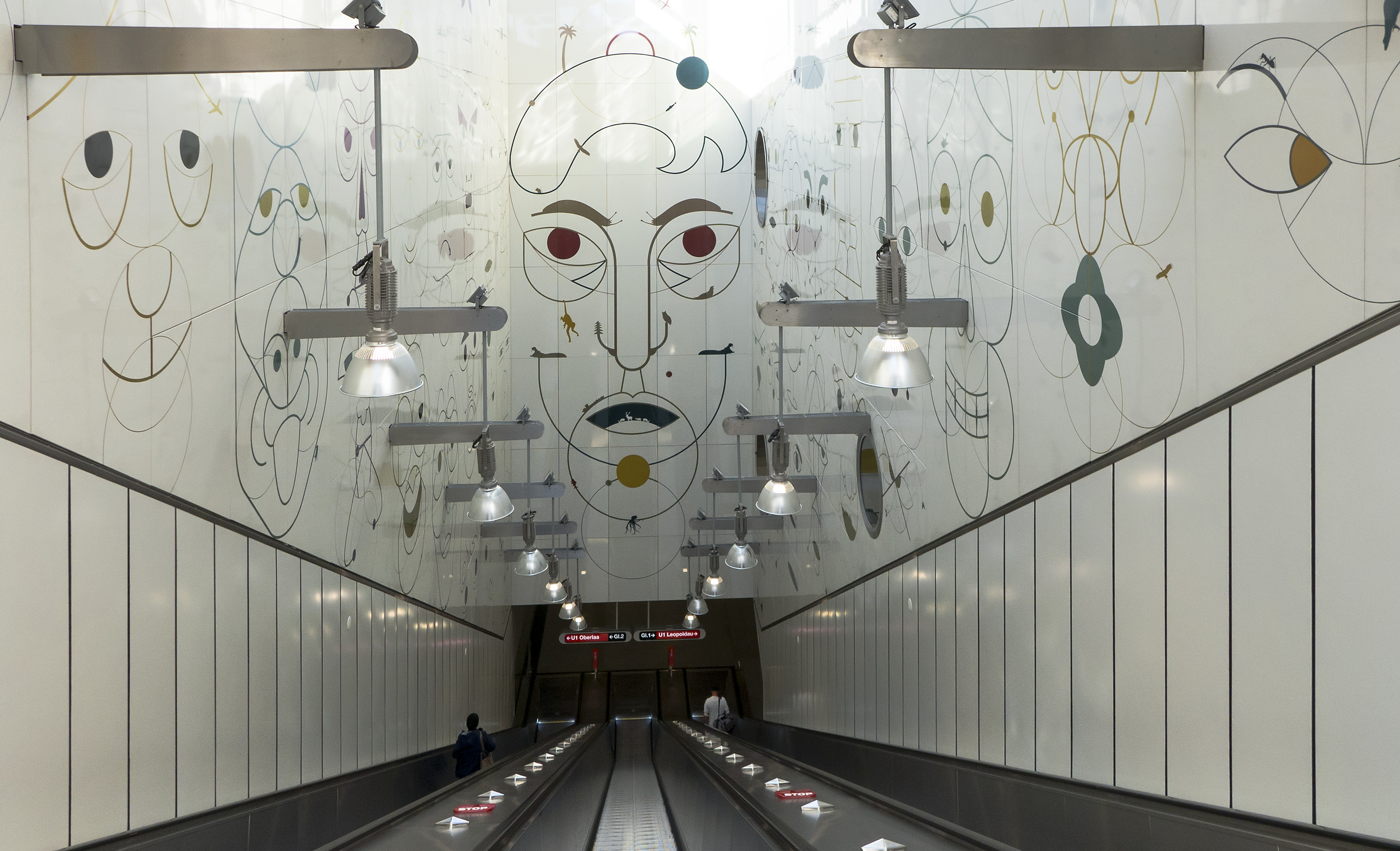
De roltrappen tussen de wandschildering.
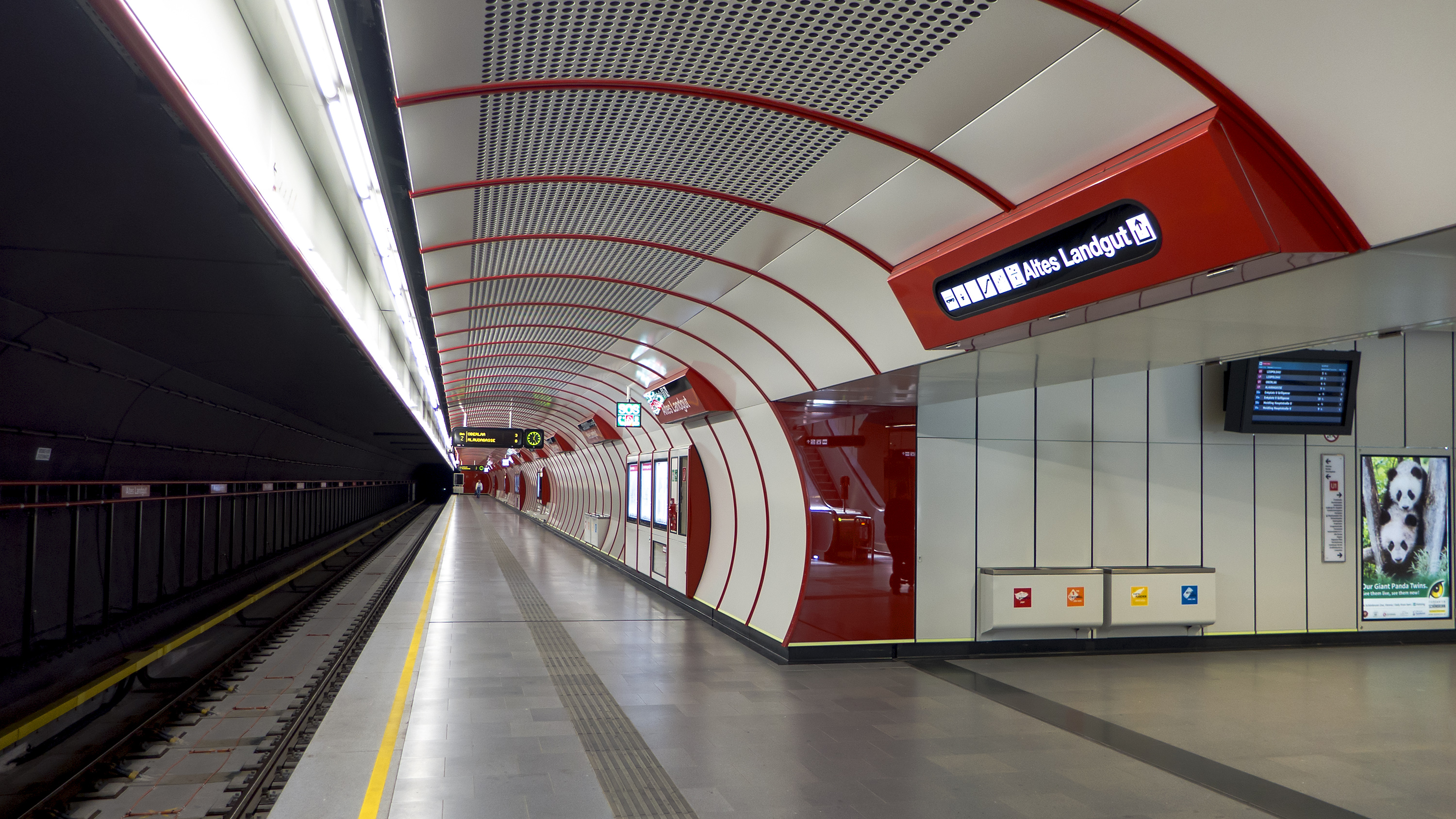
Het perron richting Oberlaa.